# 超巨星
超巨星（ちょうきょせい、supergiant）は、太陽よりはるかに大きく明るい恒星のこと。明るさは青色超巨星の場合は太陽の1万倍（全エネルギー放射で太陽の10万倍）以上、赤色超巨星の場合は太陽の数千倍（同3万倍）以上ある。また、直径は青色超巨星で太陽の数十倍以上、赤色超巨星では太陽の数百倍以上はある。最も巨大な恒星は、最近までおおいぬ座VY星と言われていた。 2012年の時点で直径がそれなりの精度でわかっている中では、太陽の1650倍ほどであるはくちょう座V1489星が最も大きな恒星となっている。

## 青色超巨星
スペクトル型がO型 - B型の青ないし青白く輝く超巨星。青色巨星のうち特に光度・直径の大きいものと考えられる。その中で光度が太陽の数十万倍 - 100万倍以上で、直径が太陽の100倍以上あるものを高光度青色変光星、LBV (Luminous Blue Variable) と呼ぶ。LBVはかじき座S型変光星とも言う。

### LBVの例

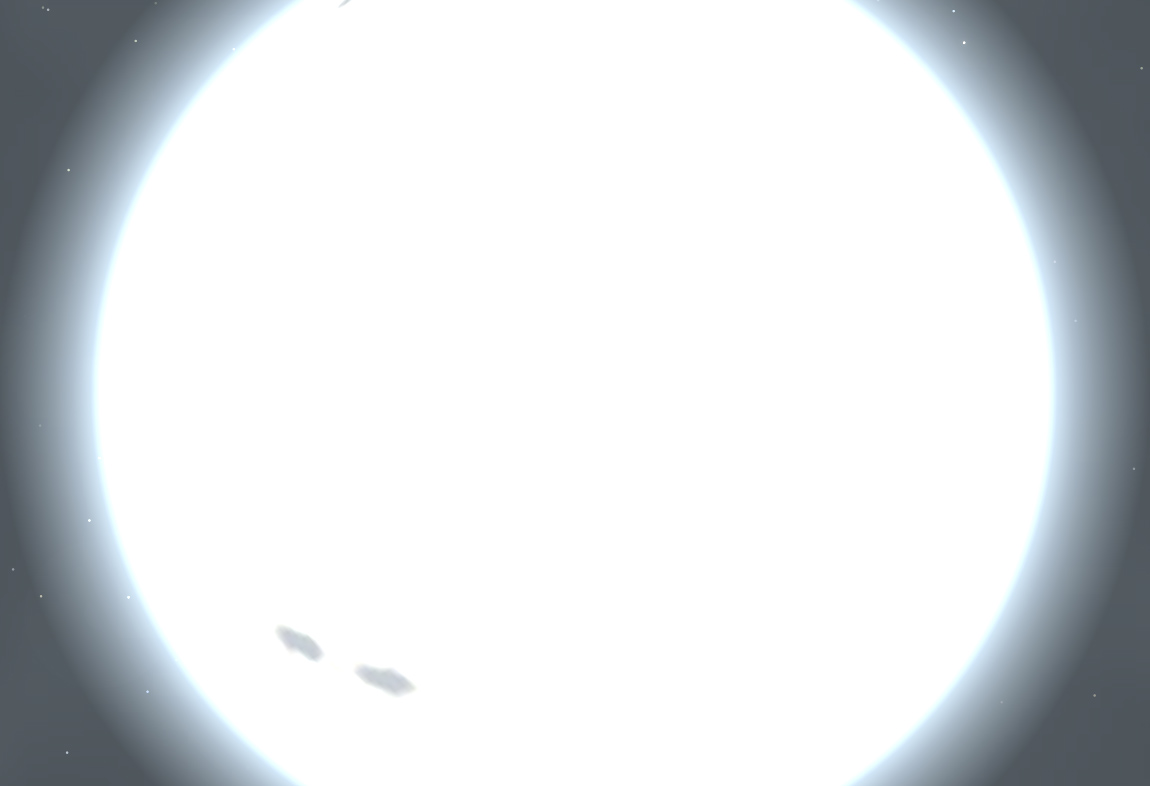
青色超巨星の1つ、リゲルの想像図

- さそり座ζ1星
- かじき座S星
- はくちょう座P星
- りゅうこつ座η星
- ピストル星
- LBV 1806-20

### その他の青色超巨星の例
- リゲル（オリオン座β星）
- オリオン座ε星
- オリオン座ζ星
- とも座ζ星

## 白色超巨星
スペクトル型がA型の白く輝く超巨星。

### 白色超巨星の例
- デネブ（はくちょう座α星）
- しし座η星
- とも座3番星
- りゅうこつ座υ星
- ケフェウス座ν星
- ぎょしゃ座ε星

## 黄色超巨星
スペクトル型がF型 - G型の薄黄色ないし黄色く輝く超巨星。狭義のケフェイド変光星、すなわちDCEP型は全て黄色超巨星であり、DCEP型とともにCEP型（普通ケフェイドといえばこの型を指す）を構成するCW型変光星も明るいものは黄色超巨星である。

### 黄色超巨星の例
- ポラリス（現在の北極星、こぐま座α星）
- おおいぬ座δ星
- ケフェウス座δ星
- カシオペヤ座V509星

## 赤色超巨星

現在知られている恒星の中で最大級の星の一つ、赤色超巨星のおおいぬ座VY星と太陽との大きさの比較

スペクトル型がK型 - M型及びC型（R型 - N型）のオレンジ色ないし赤く輝く超巨星。赤色巨星のうち特に光度・直径の大きいものと考えられる。殆どの赤色超巨星は脈動変光星として観測され、そのうち規則性のあるものはSRC型に、規則性がないものはLC型に分類される。

### SRC型の変光を示す赤色超巨星の例
- ベテルギウス（オリオン座α星）
- ガーネット・スター（ケフェウス座μ星）
- さそり座AH星
- はくちょう座RW星
- ペルセウス座S星
- ペルセウス座T星

### LC型の変光を示す赤色超巨星の例
- アンタレス（さそり座α星）
- ほ座λ星
- ペガスス座ε星
- おおいぬ座VY星
- はくちょう座KY星
- カシオペヤ座TZ星